# Stripers de Gwinnett
Les Stripers de Gwinnett (en anglais : Gwinnett Stripers) sont une équipe de ligues mineures de baseball basée à Lawrenceville (Géorgie). Affiliés aux Braves d'Atlanta de la Ligue majeure de baseball, les Stripers de Gwinnett jouent au Triple-A en Ligue internationale. Cette équipe est formée en 2009 à la suite du transfert des Braves de Richmond à Lawrenceville. 

## Histoire
L'annonce du déménagement de la franchise des Braves de Richmond à Lawrenceville, dans le comté de Gwinnett (Géorgie), est faite le 14 janvier 2008 et devient effectif à la fin de la saison 2008.
Depuis 2009, les Braves évoluent au Coolray Field, un stade de baseball de 10 427 places.